# Comuna Rozkișne, Djankoi
Rozkișne (în ucraineană Розкішне) este o comună în raionul Djankoi, Republica Autonomă Crimeea, Ucraina, formată din satele Rozkișne (reședința) și Zernove.

## Demografie
Componența lingvistică a comunei Rozkișne
     Rusă (59,76%)
     Tătară crimeeană (22,54%)
     Ucraineană (16,78%)
     Alte limbi (0,2%)
Conform recensământului din 2001, majoritatea populației comunei Rozkișne era vorbitoare de rusă (59,76%), existând în minoritate și vorbitori de tătară crimeeană (22,54%) și ucraineană (16,78%).